# Vilcún
Vilcún is een gemeente in de Chileense provincie Cautín in de regio Araucanía. Vilcún telde 28.151 inwoners in 2017 en heeft een oppervlakte van 1421 km².